# Departamento de Patrimônio Histórico (São Paulo)
O Departamento do Patrimônio Histórico de São Paulo foi um órgão público de preservação histórica junto à Secretaria municipal de cultura da Prefeitura de São Paulo fundado em 1975. Foi extinto em 2023.

## História
A fundação do Departamento de Patrimônio Histórico de São Paulo data o ano de 1975, em projeto de lei sancionado pelo então prefeito Miguel Colasuonno (ARENA) no contexto em que o país atravessa pela ditadura militar brasileira sob o mandato de Ernesto Geisel.
O Departamento de Cultura remonta a ideia pioneira do intelectual Mário de Andrade, que visava proteger e preservar a memória cultural da cidade de São Paulo. O órgão foi criado com a perspectiva de criar maneiras de preservar a memória da cidade. Sua primeira medida de funcionamento foi criar inventários do patrimônio ambiental urbano.
Atualmente, o órgão é constituído pelas seguintes áreas: centro de Arqueologia e pelos núcleos de documentação e pesquisa; valorização do patrimônio; de projeto, restauro e conservação; de monumentos e obras artísticas e pelo núcleo de identificação e tombamento.
Das medidas que cabem ao órgão estão os processos de tombamento do município, que inclui obras como o monumento a Duque de Caxias e a estátua do Borba Gato. Com o processo de tombamento, o órgão é responsável pelo mapeamento, criação do histórico da obra e fiscalização da preservação da obra.
A atuação do órgão, ocorre de maneira conjunta com outros órgão de preservação da história brasileira, como o Instituto do Patrimônio Histórico e Artístico Nacional (IPHAN) e o Conselho de Defesa do Patrimônio Histórico (CONDEPHAAT). O conselho responsável pelo Departamento é o  Conselho Municipal de Preservação do Patrimônio Histórico, Cultural e Ambiental da Cidade de São Paulo (CONPRESP).
Como um Departamento, cuja missão e vocação estão ligadas umbilicalmente à própria concepção de cultura e memória do Departamento criado em 1935, deu origem a outras duas instituições importantes da Cidade de São Paulo: o Departamento dos Museus Municipais, hoje responsável pelo Museu da Cidade de São Paulo, e o Arquivo Histórico Municipal. 
O DPH foi encerrado em 9 de agosto de 2023, por decreto do prefeito Ricardo Nunes que antes de reunião com representantes do mercado imobiliário alterou sua configuração, criando um setor denominado "Coordenadoria do Patrimônio Histórico" (CPH).Em nota a prefeitura disse que "A reestruturação se deve à divisão de cargos comissionados, e está publicada no decreto, assim como as funções de cada setor dentro do CPH. O intuito é otimizar e aprimorar o serviço público prestado pelo setor, pensando sempre no munícipe e na missão do CPOH de valorização e proteção do Patrimônio Histórico".

## Acervos
O acervo possui mais de cento e cinquenta mil itens dos mais diversos assuntos sobre São Paulo. Também é possível fazer uma pesquisa ao acervo de maneira digitalizada e possui todo o acervo do instituto até o ano de 2014.

## Centro de arqueologia
O Centro de Arqueologia de São Paulo  (CASP) é vinculado ao Departamento de Patrimônio Histórico de São Paulo e conta com cinquenta e três coleções e conta com 1 milhão e 600 mil fragmentos de vestígios arqueológicos. O centro é localizado no Sítio Morrinhos localizado no bairro de Casa Verde, no município de São Paulo e possuí espaço para visitação com entrada gratuita.